# 交響曲第48番 (ハイドン)

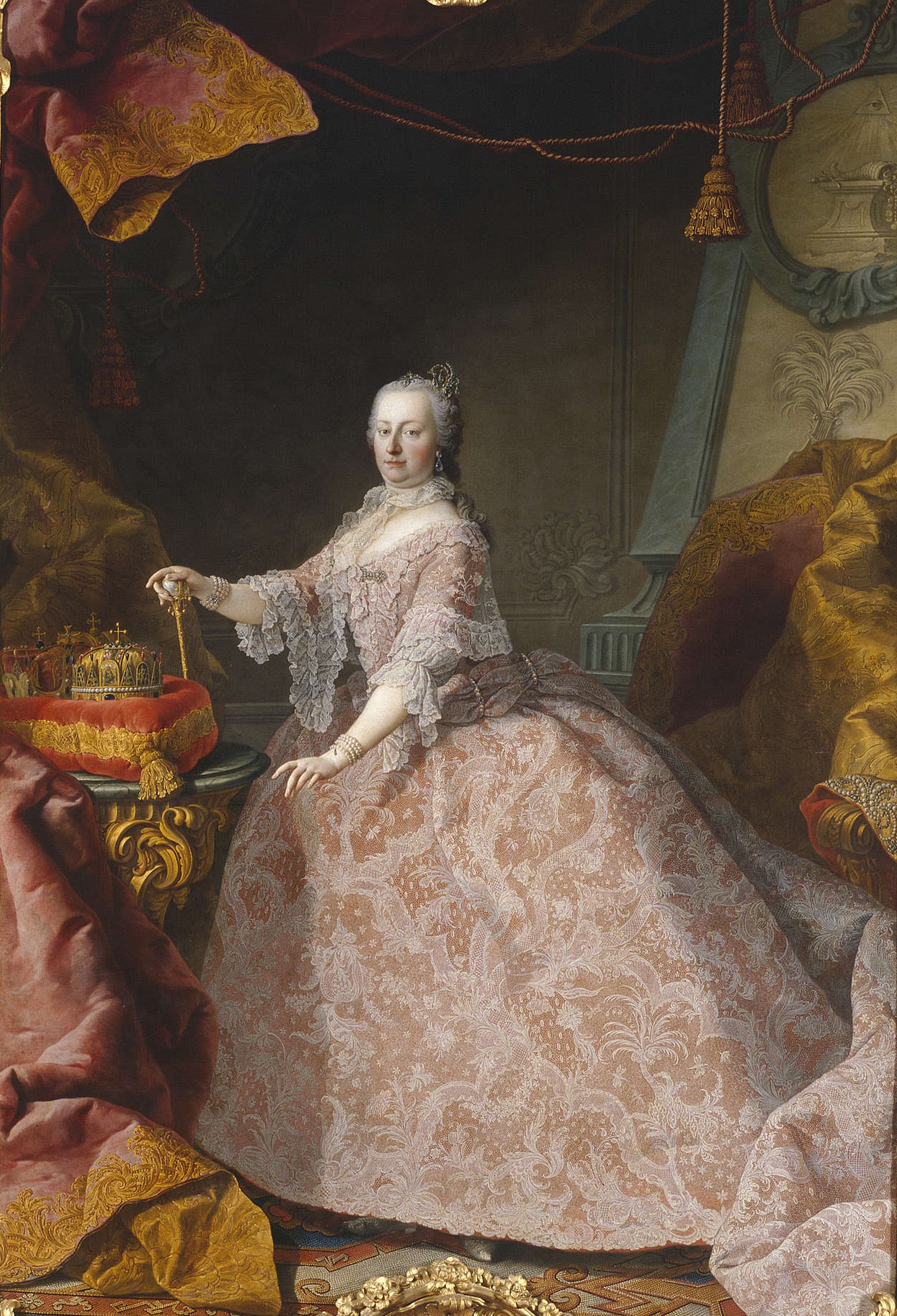
交響曲第48番の愛称の由来となったマリア・テレジアの肖像画

交響曲第48番 ハ長調 Hob. I:48 は、フランツ・ヨーゼフ・ハイドンが1769年頃に作曲した交響曲。『マリア・テレジア』（Maria Theresia）の愛称で知られており、同時期の第41番と並び、ハ長調で書かれた祝祭的な交響曲である。

## 愛称の由来
『マリア・テレジア』という愛称は、この交響曲が1773年にマリア・テレジアがエステルハージ家を訪問した際の歓迎行事で演奏されたと伝えられたことに由来する。しかし、本作の1769年の原稿が見つかっていることから、現在ではこの曲と1773年のマリア・テレジアの訪問とは無関係と考えられており、ハイドンの研究で知られるH.C.ロビンス・ランドンは、この時に演奏された曲は第50番だったのではないかと考えている。

## 編成
オーボエ2、ホルン2（、トランペット2、ティンパニ）、第1ヴァイオリン、第2ヴァイオリン、ヴィオラ、低音（チェロ、ファゴット、コントラバス）。
トランペットとティンパニを使っている楽譜もあるが、真正性に問題があり、また1773年以前にはエステルハージ家の楽団に常設のトランペット奏者がいなかったといわれている。
ファゴットの独立した楽譜は存在しないが、第3楽章のトリオに「ファゴット抜き」（senza fagotto）とあるので、それ以外の箇所ではファゴットが低音の楽譜を演奏したことがわかる。

## 曲の構成
全4楽章、演奏時間は約23分。
- 第1楽章 アレグロ
ハ長調、4分の4拍子、ソナタ形式。

堂々とした祝祭的な音楽で、提示部はかなり複雑な構造をしている。管楽器によるファンファーレ風の主題のあと、弦楽器のパッセージがいったんフェルマータで止まり、ふたたび最初の主題が演奏される。展開部は弦楽器を中心とする。再現部では高音のC管のホルンによる高い音が響く。

- 第2楽章 アダージョ
ヘ長調、8分の6拍子、ソナタ形式。
弱音器をつけたヴァイオリンによって優美な主題が演奏され、ところどころに挿入される管楽器だけの楽句が印象的である。

- 第3楽章 メヌエット：アレグレット - トリオ
ハ長調 - ハ短調、4分の3拍子。
メヌエット主部は普通に始まるが、途中で軍隊ラッパ風のユニゾンが挿入される。トリオではハ短調に転ずる。

- 第4楽章 フィナーレ：アレグロ
ハ長調、2分の2拍子、ソナタ形式。
弦楽器による8分音符のリズムが曲全体を支配する。